# Love Is Lost
«Love Is Lost» es una canción del músico británico David Bowie, publicada en el álbum de estudio The Next Day. Una remezcla de la canción realizada por James Murphy fue también publicada como quinto y último sencillo promocional del álbum. La remezcla incluyó samples de una nueva grabación del tema de Steve Reich «Clapping Music», interpretado por Murphy y otros tres músicos, así como un sample del tema de Bowie «Ashes to Ashes».

## Publicación
La versión de «Love Is Lost» publicada como sencillo es una edición de la remezcla realizada por James Murphy. El videoclip del sencillo fue estrenado en la ceremonia de los Mercury Price el 30 de octubre de 2013, donde The Next Day había sido nominado como álbum del año.
El 16 de diciembre, Columbia Records publicó una versión limitada del sencillo en vinilo de 12" y de color blanco, que incluyó la remezcla de James Murphy y otra mezcla de «I'd Rather Be High», también incluida en The Next Day. 

## Videoclip
Con la asistencia del fotógrafo Jimmy King y de la asistente Corine "Coco" Schwab, Bowie escribió, rodó y editó el videoclip con un coste total de 12,99 dólares, precio del lápiz USB que compró para guardar el vídeo en su cámara. Fue realizado durante 72 horas y grabado en el propio apartamento de Bowie en Manhattan durante el fin de semana anterior a su estreno en Internet. Las marionetas de madera de Pierrot y The Thin White Duke fueron realizadas por Jim Henson's Creature Shop para un videoclip de «The Pretty Things Are Going to Hell» que nunca llegó a publicarse. 

## Lista de canciones
- ISO/Columbia — 44–102199[8]

| Cara A |                                                                    |          |  |
| N.º    | Título                                                             | Duración |  |
| 1.     | «Love Is Lost» (Hello Steve Reich Mix by James Murphy for the DFA) | 10:24    |  |

| Cara B |                                                                    |          |  |
| N.º    | Título                                                             | Duración |  |
| 1.     | «I'd Rather Be High» (Venetian Mix)                                | 3:49     |  |
| 2.     | «Love Is Lost» (Hello Steve Reich Mix by James Murphy for the DFA) | 4:07     |  |

## Personal
- David Bowie – voz y órgano.
- Sterling Campbell – batería.
- Gail Ann Dorsey – bajo y coros.
- Gerry Leonard – guitarra.
- James Murphy, Matthew Thornley, Hisham Bharoocha and Jordan Hebert - palmas (en remixes)